# Турухан
Туруха́н — река России, протекает по территории Туруханского района Красноярского края, левый приток Енисея. Впадает в Енисей на десять километров ниже по течению от его правого притока Нижней Тунгуски, образуя дельту. Судоходна в нижнем течении на двести семьдесят километров от устья в половодье, летом мелеет и становится неудобной для судоходства.
Около устья располагается деревня Старотуруханск, немного южнее, на другом берегу Енисея расположен посёлок Туруханск.

## Основные сведения

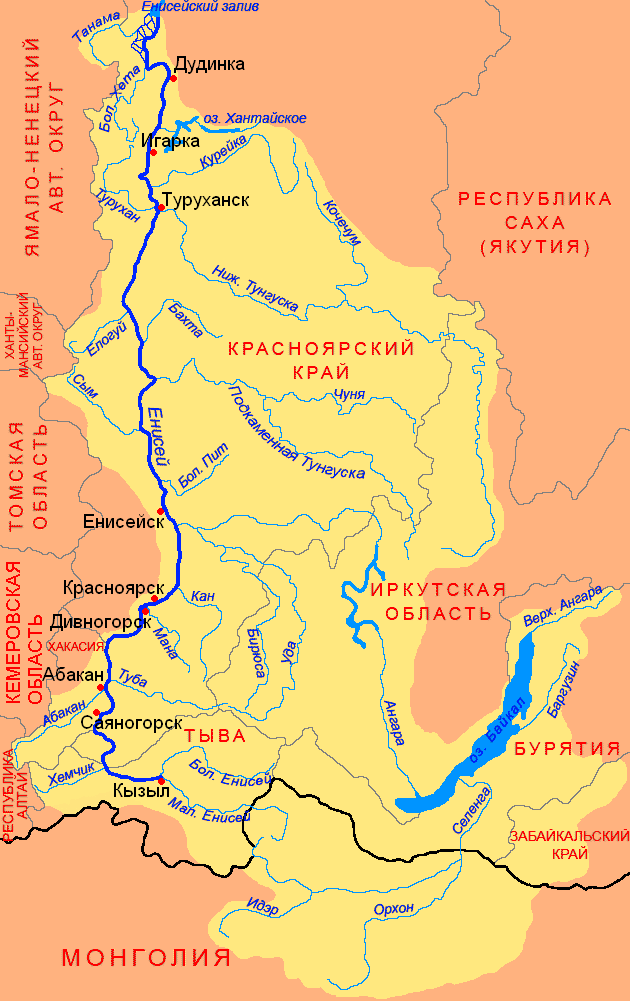
Бассейн Енисея

Протекает по Западно-Сибирской равнине, длина — 639 км, площадь водосбора — 35 800 км². Питание главным образом снеговое и дождевое, с наличием подземных источников, расход воды в устье составляет 371 м³/с. Вскрывается после Енисея в мае—июне, замерзает в октябре с образованием наледей вплоть до января.
Начинается из небольшого озера, имеет извилистое русло и медленное течение. В верхнем течении Турухана достаточно высокие отлогие берега, состоящие из рыхлой глины и иловатого песка, сквозь который просачиваются железистые ключи, окрашивающие воду в красноватый цвет и делающие её невкусной. Летом река сильно мелеет.
В нижнем течении примерно на 150 км от устья имеет болотистое пологое побережье, затапливаемое весенними паводками, во время которых происходит обращения течения и перемещение льда вверх по реке с образованием значительных торосов. Возникновение в устье треугольного дельтообразного острова обусловлено весенним обращением течения — направленный против течения Енисея южный рукав Турухана является продолжением русла правого притока Нижняя Тунгуска, который впадает на несколько километров выше по течению и отличается мощным весенним паводком. Сформированная таким образом протока Енисея носит название Большой Шар.
Основные притоки: справа — Усомчик, Большая Блудная, Верхняя Баиха, Нижняя Баиха; слева — Маковская.

## Гидрология
| Средний расход воды (м³/с) реки Турухан по месяцам с 1941 по 1999 гг. (замеры производились на гидрологическом посту в районе п. Янов Стан, в 277 км от устья) |

## История
Русло Турухана являлось частью торгового пути из бассейна реки Таз в бассейн Енисея и далее в Восточную Сибирь. Исторически использование реки обусловлено торговлей пушниной. Охота и торговля пушниной всё ещё остаётся значительной частью местной экономики.
Старый Туруханск (Старотуруханск), ранее назывался просто Туруханском или Новой Мангазеей, являлся городом и крупным торговым центром, который, впоследствии, пришёл в упадок и был лишён статуса города. Современное название нового Туруханска на другом берегу Енисея было ему присвоено уже в XX веке.
В XIX—XX вв. регион активно использовался для политических ссылок различными режимами в России.